# Districte de Cossonay

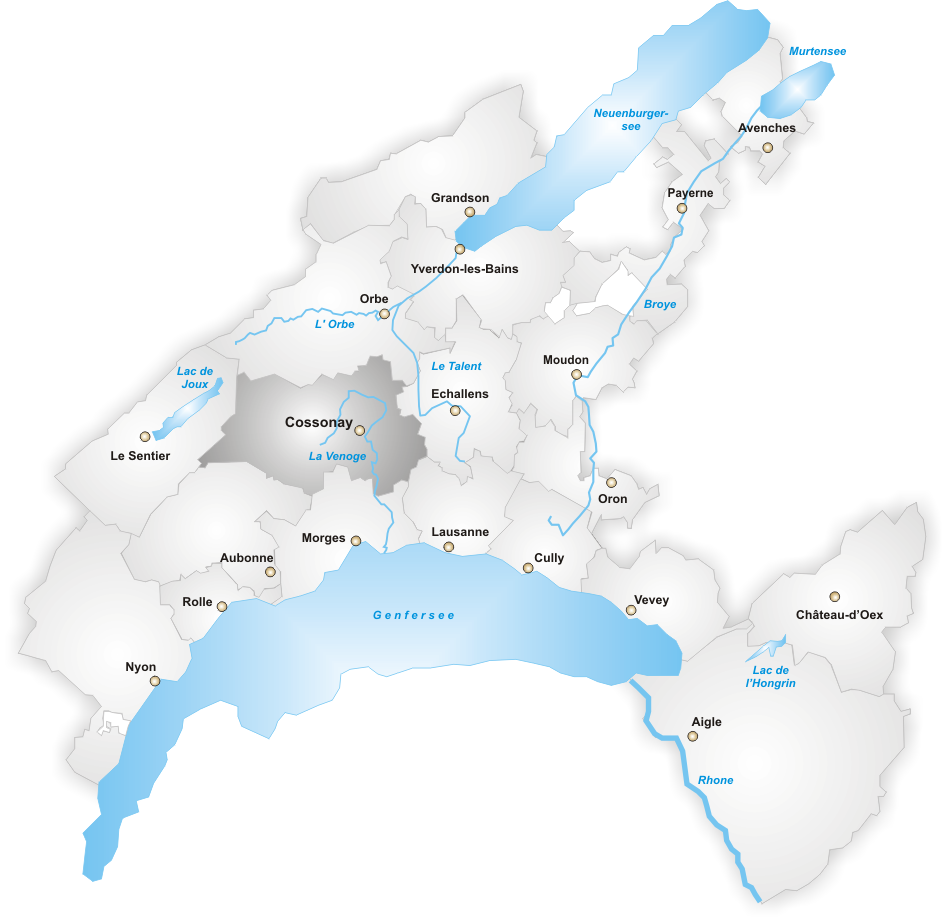
L'antic districte de Cossonay

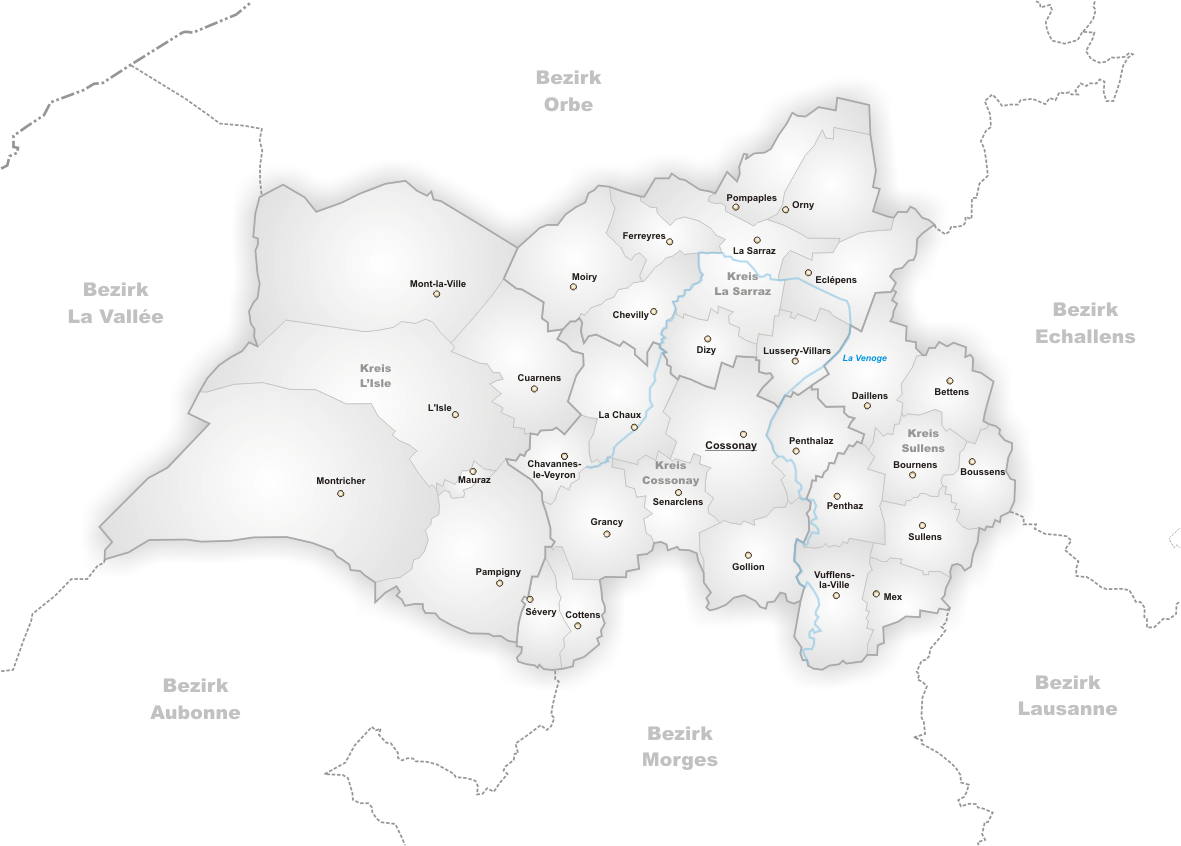
Municipis de l'antic districte de Cossonay

El districte de Cossonay és un dels antics 19 districtes del cantó suís de Vaud que va desaparèixer en la reforma del 2008. Els seus municipis es van repartir entre el nou districte del Gros-de-Vaud (Bettens, Bournens, Boussens, Daillens, Lussery-Villars, Mex, Penthalaz, Penthaz, Sullens et Vufflens-la-Ville) i el districte de Morges (la resta). L'últim prefecte fou Jacques Bezençon.

## Municipis
- Cercle de Cossonay
  - Chavannes-le-Veyron
  - Cossonay
  - Cottens
  - Gollion
  - Grancy
  - La Chaux (Cossonay)
  - Penthalaz
  - Senarclens
  - Sévery

- Cercle de La Sarraz
  - Chevilly
  - Dizy
  - Eclépens
  - Ferreyres
  - La Sarraz
  - Lussery-Villars (resultat de la fusió entre Lussery i Villars-Lussery l'1 de gener de 1999)
  - Moiry
  - Orny
  - Pompaples

- Cercle de L'Isle
  - Cuarnens
  - L'Isle (Vaud)
  - Mauraz
  - Mont-la-Ville
  - Montricher
  - Pampigny

- Cercle de Sullens
  - Bettens
  - Bournens
  - Boussens
  - Daillens
  - Mex
  - Penthaz
  - Sullens
  - Vufflens-la-Ville